# کامشاد کوشان
کامشاد کوشان (به انگلیسی: Kamshad Kooshan) (زادهٔ ۲۸ آذر ۱۳۴۱) کارگردان، نویسنده و مترجم ایرانی است.
پس از اتمام تحصیل در دانشگاه ایالتی سانفرانسیسکو، کوشان سه فیلم کوتاه ساخت که، «آخرین خیال»، فیلم پنجاه دقیقه‌ای کوشان در تور ۱۴ شهر آن در قالب جشنواره بین‌المللی فیلم‌های کوتاه ایرانی که خود یکی از بیانگذاران آن بود، در آمریکای شمالی در مراکزی چون انستیتوی فیلم آمریکا، آرشیو فیلم دانشگاه هاروارد، برکلی و در لس آنجلس در کنار فیلم‌های فیلمسازان ایرانی چون عباس کیارستمی و داریوش مهرجویی به نمایش درآمد. کوشان، از سال ۱۳۷۵ (۱۹۹۶ میلادی)، در طول چهار سالی که در دانشگاه هنری سانفرانسیکو در سطح لیسانس رشتهٔ سینما به تدریس مشغول بود، برای کانال‌های آمریکایی فیلمهای تبلیغاتی ساخته، تله تئاترها و نمایشهای گوناگون تهیه و کارگردانی می‌کرده است. از او هم‌زمان مجموعه داستانهای باغ مهتابی با مقدمه‌ای از دکتراحمد کریمی حکاک رئیس دانشکده ادبیات تطبیقی دانشگاه واشینگتن توسط نشر کتابسرا منتشر شد.
در سال ۱۳۷۸، پس از نگارش فیلم نامه ی فیلم سینمایی ی «راز بهشت» به زبان انگلیسی توسط کوشان و انتخاب آن به‌عنوان یکی از ۵۰ فیلمنامهٔ برتر مرحلهٔ نیمه نهایی مسابقهٔ فیلمنامه‌نویسی ی جشنواره مشهور ساندنس (به رهبری رابرت ردفورد)، فیلم سینمایی «راز بهشت» (Surviving Paradise) با حضور بیش از ۵۰ بازیگر از ملیتهای مختلف و به بازیگری شهره آغداشلو (که پس از بازی در فیلم راز بهشت و نمایش آن در سینماهای زنجیره‌ای هالیوود مورد توجه صنعت سینمای آمریکا قرار گرفت و جهت بازی در فیلم خانه شن و مه با بازی با بن کینگزلی کاندید جایزه اسکار گردید)، اینبار برای اولین بار به زبان انگلیسی و پس از سال‌ها عدم حضور، در شهر لوس آنجلس به مرحلهٔ تولید رسید. این فیلم سینمایی به‌عنوان تولیدی مشترک با کشور ایتالیا، پس از طی مراحل فنی در آن کشور در پاییز سال ۱۳۷۸ به اتمام رسید. فیلم سینمایی «راز بهشت» به‌عنوان اولین فیلم سینمایی ایرانی ی به زبان انگلیسی، ساختهٔ کشور آمریکا که اکران عمومی پیدا کرده، پس از شرکت در جشنواره‌های مختلف جهانی مانند جشنواره‌های نیویورک و قاهره (بعنوان یکی از ۱۰ فیلم از کشور آمریکا در کنار فیلم محصور (Besieged)   ساخته برناردو برتولوچی و فیلم اسکاری «پسرها گریه نمی‌کنند» (Boys Don't Cry))و مورد اقبال قرار گرفتن آن توسط رسانه‌ها و شبکه‌های تلویزیونی آمریکایی در سال ۱۳۷۹(۲۰۰۰ میلادی) به مدت ۳ ماه در سینماهای زنجیره‌ای کشور آمریکا به‌عنوان فیلمی خانوادگی و مستقل، در کنار فیلم‌های بزرگ هالیوودی به نمایش درآمد.

## زندگی‌نامه
```
کامشاد کوشان در 
۲۸ آذر
 ۱۳۴۱ در محله ۲۴ اسفند 
تهران
 در خانواده‌ای از 
طبقه متوسط
 به‌دنیا آمد. پدرش عباس حریرفروش از تاجرزاده‌های به نام تهران بود که از 
دانشگاه تهران
 فارغ‌التحصیل حقوق شد. او و پسر دایی اش که تحصیل کرده 
دانشگاه برلین
 بود نام خانوادگی خود را بجهت تحصیلاتشان مناسب ندیده و به کوشان تغییر دادند. 
دکتر اسماعیل کوشان
 بعدها به‌عنوان یکی از مهمترین بنیانگذاران 
سینمای ایران
 شناخته شد و با راه‌اندازی استودیو پارس فیلم به ساختن فیلم‌های سرگرم‌کننده و شبه هالیوودی پرداخت.
```

کامشاد کوشان کمتر از ۲ سال داشت که پدرش درگذشت و مادرش، معروف به نوری خانم، که از خانواده‌ای مرفه بوده و پیش ازآن تجربه چندانی نداشت، تصمیم گرفت ۵ فرزند پسر خود را که سن هایشان از ۲ تا ۲۰ سالگی بود به تنهایی بزرگ کند.
او با مصائب مختلف بچه‌ها را بزرگ کرد و با مدیریت مالی خوب، همه بچه‌ها را جهت تحصیل به کشورهای خارجی فرستاد.
کوشان در کودکی عاشق موسیقی بود. با اینکه حتی از ۵–۶ سالگی کلیه ترانه‌های روز را حفظ کرده و زمزمه می‌کرد، بخاطر مخالفت شدید مادر با خرید هرگونه ساز، موسیقی را کنار گذاشته و عرصه‌ای که کمتر حساسیت‌برانگیز باشد را برگزیند. او در ۱۲ سالگی به عکاسی روی آورد.
در سن شانزده سالگی، کوشان شدیداً در انقلاب سال ۱۳۵۷ درگیر شد، اما با اصرار قوی مادر وادار شد در مرداد ۱۳۵۸ جهت تحصیل به کشور آمریکا سفر کند.
کامشاد پس از ورود به آمریکا و اقامت گزیدن در شهر برکلی در حومه شهر سانفرانسیسکو، سریعاً وارد دبیرستان اسکای لاین که تام هنکس بازیگر مشهور هالیوود پیش از آن در آنجا تحصیل کرده بود، در شهر اکلند در ایالت کالیفرنیا شد. در همین زمان کوشان بیشتر به نحوه زندگی در کشور آمریکا توجه نشان می‌داد. او که به همراه یکی از دوستان کودکی اش در شهر برکلی زندگی می‌کردند، آرام آرام با محیط روشنفکری شهر برکلی که سابقه طولانی ای در جنبش‌های آمریکایی آزادی بیان (Free Speech Movement) و جنبش ضد جنگ ویتنام داشت آشنا شد.
او به‌عنوان نوجوانی از طبقه متوسط ایران باور داشت که می‌بایست یکی از رشته‌های پزشکی یا مهندسی را برای تحصیل برگزیند، و در همین راستا پس از اخذ دیپلم بلافاصله وارد رشته مهندسی مکانیک در دانشگاه هلی نیمز و پس از آن به دانشگاه ایالتی کالیفرنیا در شهر چیکو شد. اما پس از سه سال متوجه شد که علاقه‌ای به این رشته تحصیلی ندارد.
او در ۲۱ سالگی، بمدت ۳ سال تحصیل در دانشگاه را کنار گذاشت تا خود را دریابد. اگرچه عشق اولیهٔ او موسیقی بود، اما او خوب می‌دانست که برای اینکه یک موسیقی دان تثبیت شده یا یک رهبر ارکستر شود دیر شده و بالا بودن سن او مانع بزرگی در راه او خواهد بود. مدتی به این فکر می‌کرد که فلسفه بخواند و بعد هم حقوق، اما در نهایت به این نتیجه رسید که آینده از آن دستگاه‌هایی به نام کامپیوتر خواهد بود. او در سال ۱۳۶۵ دوباره به دانشگاه برگشت و در دانشگاه ایالتی سان فرانسیسکو در رشته مهندسی کامپیوتر (با تمرکز بر هوش مصنوعی) مشغول به تحصیل شد و سریعاً مدرک مهندسی خود را با معدل بالا دریافت کرد.
حالا که او قاطعانه نسبت به شغل خود تصمیم‌گیری کرده بود و پس از فارغ‌التحصیلی با دریافت حقوق خوب در شرکت پیشرو و با فناوری پیشرفتهٔ سایبیس مشغول به کار شد، کوشان تصمیم گرفت به زندگی و آینده هنری اش بپردازد.
پس از گذشتن از موسیقی، نوبت آن بود که دریچه‌ای برای بروز هنری پیدا کند. او از سال‌ها پیش که ۱۲ ساله بودعکاسی می‌کرد. کوشان تصمیم می‌گیرد دوباره به تاریکخانه بازگشته و ساعتهای زیادی را به آزمایش و تجربه با طراحی تصویری بپردازد.
در همین سالها، او به علاقه دیگرش، یعنی داستان کوتاه و رمان می‌پردازد. در طول چند سال، او کلیه متون نوشتاری مربوط به داستان‌نویسی کوتاه و رمان را هم به زبان فارسی و هم به زبان انگلیسی مطالعه می‌کند و کلیات تاریخ داستان‌نویسی در غرب و در ایران را مرور می‌کند.
در اوایل، بیشتر به کار ترجمه متون داستانی از زبان انگلیسی به فارسی پرداخت. نوشته‌های ایتالو کالوینو و خورخه لویس بورخس از آن جمله‌اند. در نهایت کوشان به نوشتن داستان کوتاه روی آورد و در طول دهه ۱۳۷۰ چندین داستان کوتاه و بلند نوشت.
در سال ۱۳۷۰ برای دیدن خانواده به ایران سفری کرد و چند داستان کوتاهش را به شاعران و منتقدین متشخص ادبی، چون احمد شاملو و محمد علی سپانلو ارائه داد. سپانلو، چندین مشخصه را در مورد آن داستانها و سبک کوشان تأیید کرد. نقاط برجسته آنان را تصویری بودن و ضرباهنگ سینمایی آنان ذکر کرد. سپانلو، باعث تشویق کوشان به نوشتن بیشتر شد.
در اواسط دهه ۱۳۷۰، مجموعه داستانهای کوشان با نام «باغ مهتابی»، با معرفی محمد علی سپانلو توسط نشر نقره با مدیریت محمد رضا اصلانی در ایران مجوز چاپ گرفت اما بدلایل حملات گروهی به دفاتر این ناشر، نشر نقره برای همیشه بسته شد و تا سال‌ها چاپ مجموعه داستانهای کوتاه باغ مهتابی مسکوت ماند.
وی پس از بازگشت به آمریکا، تصمیم گرفت در قدم بعدی نه تنها داستان‌نویسی و عکاسی را ادامه دهد، بلکه از ادغام این دو عرصه به سینما و فیلمسازی برسد.
در وهله اول تمام تمرکز خود را بر روی تماشای کلیه فیلم‌های تاریخ سینما گذاشت. به مدت ۲ سال کلیه فیلم‌های تاریخ سینما، شامل سینمای آمریکا، ایتالیا، آلمان، فرانسه و ژاپن را تماشا و مورد نقد و بررسی قرار داد. چندی بعد در کلاسهای عملی فیلمسازی در بنیاد فیلم‌های هنری (Film Arts Foundation) و دانشگاه سانفرانسیسکو شرکت کرد. در طول این مدت، او چند فیلم کوتاه ساخت که در نمایش‌های جشنواره‌ای مورد تقدیر و تشویق قرار گرفت. او با فیلم نیمه بلند «آخرین خیال»، به همراه جشنواره بین‌المللی فیلم‌های کوتاه ایرانی (که خود یکی از بنیانگذاران آن بود) به تور ۱۴ شهر در سراسر آمریکا و کانادا رفت که در مراکزی چون کندی سنتر (Kennedy Center) شهر واشینگتن در مرکز فیلم آمریکا(American Film Institute)، آرشیو فیلم دانشگاه هاروارد (Harvard Film Archive) و موزه هنر سیاتل و در نهایت در آرشیو فیلم وتلویزیون دانشگاه یو سی ال ای (UCLA Film & Television Archive) در کنار فیلم‌های فیلمسازانی چون داریوش مهرجویی و عباس کیارستمی به نمایش درآمد و توسط منتقدین آمریکایی مورد تحسین قرار گرفت.
پس از بازگشت از این تور سینمایی، کوشان پیشنهاد تدریس دوره‌های فیلمنامه‌نویسی، زیبایی‌شناسی و کارگردانی را از بخش کارشناسی ارشد دانشگاه هنر سانفرانسیسکو (San Francisco Art University) دریافت کرد. در کنار آن، او به‌عنوان استاد راهنما بر پایان‌نامه‌های دانشجویان فوق لیسانس نظارت داشت. پس از ۶ سال کار در شرکت نرم‌افزاری سایبیس، کوشان بالاخره به‌طور رسمی تغییر شغل داد. او به مدت سه سال در دانشگاه هنر سانفرانسیسکو تدریس نمود.
در طول فعالیتش در دانشگاه هنر سانفرانسیسکو، کوشان در سمینارها، کنفرانسها و جشنواره‌های متعددی در رابطه با فیلمسازی مستقل، شامل حضور در جشنواره مشهور ساندنس (با بنیانگذاری هنرمند مشهور، رابرت ردفورد) و سمینار پروژه فیلم سینمایی (Independent Feature Film Project) مستقل شرکت می‌کند. در همین زمان او نگارش فیلم‌نامه فیلم راز بهشت را آغاز می‌کند که در نهایت از بین ۲۰۰۰ فیلم‌نامه انتخاب شده و در میان ۵۰ فیلم‌نامه برگزیده، به مرحله نیمه نهایی آزمایشگاه فیلمنامه‌نویسی جشنواره ساندنس (Sundance Screenwriting Lab) راه می‌یابد.
کوشان فیلمبرداری اولین فیلم سینمایی خود، راز بهشت را در سال ۱۳۷۷ با حضور بیش از ۵۰ بازیگر و بازیگری پرقدرت شهره آغداشلو که پیش از آن در فیلم‌های علی حاتمی و عباس کیارستمی نقش آفرینی کرده بود در شهر لوس آنجلس به پایان رساند و در سال بعد پس از پایان تدوین در شهر سانفرانسیسکو، صداگذاری را با همکاری تهیه‌کننده ایتالیایی فیلیپو بوسی (سلام دفتر خاطرات- ننی مورتی) در شهر رم در کشور ایتالیا در سال ۱۳۷۸ به پایان رساند.
پس از تحسین در جشنواره‌های مختلف بین‌المللی جهان (جشنواره قاهره در بین ۱۰ فیلم برتر از کشور آمریکا) اکران سینمایی فیلم سینمایی «راز بهشت» در سینماهای آمریکا آغاز شد. اولین فیلم سینمایی ایرانی به زبان انگلیسی به مدت ۳ ماه در سینماهای زنجیره‌ای آمریکا (AMC Theaters / Mann Theaters) در کنار فیلم‌های سینمایی هالیوودی به نمایش درآمد و بعنوان فیلمی ماجرایی / خانوادگی (Adventure/ Drama) که با نگاهی انتقادی جامعه چند فرهنگی آمریکا را به نمایش می‌گذارد مورد تحسین منتقدین قرار گرفت.
این نمایش طولانی در سینماهای زنجیره‌ای و انعکاس وسیع در مطبوعات و شبکه‌های تلویزیونی آمریکایی موجبات شناخته شدن شهره آغداشلو در جامعه آمریکایی را فراهم آورد و یکی از عوامل انتخاب او برای ایفای نقش در فیلم سینمایی هالیوودی خانه‌ای از شن و مه و قرار گرفتن در کنار جنیفر کانلی و بن کینگزلی، بازیگران شهیر آمریکایی شد که در نهایت به انتخاب وی برای جایزه اسکار در سال ۱۳۸۳ انجامید. فیلم سینمایی راز بهشت در اکثر شبکه‌های تلویزیونی داخلی کشورهای مختلف (از جمله در ساعت پیک کانال یک تلویزیون هند که حدود ۵۰۰ میلیون نفر نظاره گر آن بودند) به نمایش درآمد و در شبکه‌های مختلف تلویزیونی مانند استار تی وی (Star Network) مورد نقد و بررسی قرار گرفت.
کامشاد در سال ۱۴۰۰ و پس از ساخت فیلم راز بهشت و اینکه زندگی‌اش را بیشتر به نوشتن فیلمنامه های متعدد، نگارش و نشر مجموعه داستان های کوتاهش با عنوان «قصه های سانفرانسیسکو» و بازی در آثاری همچون من و دبورا ساخته ضیاالدین دری، نارنجی پوش و مستند-داستانی «همه دانا» داریوش مهرجویی و برادرم خسرو احسان بیگلری می‌گذراند، با دریافت پروانه ساخت فیلم سینمایی «روشنایی»، مشغول تولید اثر بعدی خودش پس از ۲۰ سال شد، فیلمبرداری این فیلم سینمایی در ایران انجام شده و هم‌اکنون در حال گذراندن مراحل فنی پس از تولید است، اما تاریخ پخش اثر هنوز از طرف سازندگان اثر اعلام نشده است.

## فیلم‌ها
- "بدون شرح"، نویسنده و کارگردان، ۲۰ قسمت ۵ دقیقه، ۱۳۸۱–۱۳۸۴
- "فیلم سینمایی راز بهشت (Surviving Paradise) ، نویسنده، تهیه‌کننده و کارگردان، ۹۰ دقیقه، داستانی، ۱۳۸۰ اکران عمومی در سینماهای زنجیره‌ای آمریکا به مدت ۳ ماه در یوتیوب
- "شاپرک خانوم" (نوشته بیژن مفید) کارگردان، چند دوربینه، ۱۱۰ دقیقه، ۱۳۷۷
- " آخرین خیال" (The Last Illusion)، نویسنده و کارگردان، ۴۷ دقیقه، داستانی، ۱۶ میلی‌متری، ۱۳۷۳
- " حلقه"، نویسنده و کارگردان، ۸ دقیقه، مستند/تجربی، ویدیو، ۱۳۷۴
- "در جستجوی واقعیت"، نویسنده و کارگردان، ۷ دقیقه، مستند/تجربی، ویدیو، ۱۳۷۲

## فیلمنامه‌ها
- "راز بهشت"، ماجرایی/کودکان
- پازل، ماجرایی/خانوادگی، با پیمان قاسم خانی بر اساس طرحی از کامشاد کوشان
- اسکی باز، کمدی
- همزیستی، کودک/اجتماعی
- آمنه در سفر، ماجرایی/دفاع مقدس
- دوربرگردون، کمدی
- بی‌انتها، رمانتیک/ماورایی
- موقعیت اضطراری، سریال ۳۰ قسمتی، ماجرایی/اجتماعی/پزشکی

## نمایش‌ها
- «پشت پنجره‌های شیشه‌ای» تهیه‌کننده، نوشته صادق هدایت – گروه نمایش ادلاین ۱۹۹۸ برکلی- کالیفرنیا
- «لیسیسترادا»، تهیه‌کننده، گروه نمایش صحنه بعدی ۱۹۹۷ سانفرانسیسکو – کالیفرنیا
- «امواج»، کارگردان همراه، گروه نمایش ریسمان طلایی ۱۹۹۴ سانفرانسیسکو – کالیفرنیا
- «زن تنها»، کارگردان همراه، نوشته داریو فو گروه ریسمان طلایی سانفرانسیسکو – کالیفرنیا

## عکاسی
- «به پا»، نمایشگاه انفرادی عکس، گالری آریا تهران – ۱۳۸۲

## بازیگری
- برادرم خسرو، به همراه شهاب حسینی، هنگامه قاضیانی، ناصرهاشمی و بیتا فرهی-در نقش علی (کارگردان احسان بیگلری)، ۱۳۹۴
- "برگ ریزان"، به همراه مسعود رایگان - در نقش محسن (کارگردان علی جابرانصاری)، ۱۳۹۳
- نارنجی پوش، به همراه حامد بهداد، لیلا حاتمی، میترا حجار و همایون ارشادی-در نقش وکیل (کارگردان داریوش مهرجویی)، ۱۳۹۰
- "همه دانا"، در نقش کارگردان (کارگردان داریوش مهرجویی)، ۱۳۸۹
- من و دبورا، به همراه امین زندگانی و صالح آقا میرزایی - در نقش علی فرازمند (کارگردان ضیاالدین دری)، ۱۳۸۵

## تالیفات
- سانفرانسیسکو "، مجموعه داستانهای کوتاه، ۱۳۹۳، نشر قطره، تهران [پیوند مرده]
- مهتابی"، مجموعه داستانهای کوتاه، ۱۳۷۸، نشر رها، اکلند- کالیفرنیا
- "گفتگو در شهر"، سردبیر هنری، فصلنامه، ۱۳۶۷–۱۳۶۹

## جشنواره‌ها
- جشنواره فیلم ساندنس، کاندید مرحله نیمه نهایی آزمایشگاه فیلم ساندنس، فیلم‌نامه راز بهشت
- جشنواره بین‌المللی فیلم قاهره، ۱۰ فیلم برگزیده از کشور آمریکا
- جشنواره فیلم دهلی نو، فیلم سینمایی راز بهشت
- جشنواره فیلم‌های مستقل نیویورک
- جشنواره بین‌المللی فیلم‌های کوتاه ایرانی، تور ۱۴ شهر مراکز معتبر سینمایی، فیلم آخرین خیال (The Last Illusion)

## تدریس
دانشگاه هنر سانفرانسیسکو ۱۳۷۶- ۱۳۷۹
- مقطع کاردانی – تدریس کلاسهای زیبایی شناختی سینما و فیلمنامه‌نویسی
- استاد مشاور برای پایان‌نامه‌های دانشجویان کارشناسی ارشد در رشته سینما و تلویزیون
- مشاور ارشد رئیس دانشگاه در ارتباط با توسعه بخش سینما و تلویزیون

## تحصیلات
- دانشگاه ایالتی سانفرانسیسکو، رشته‌های مهندسی کامپیوتر و سینما، ۱۳۶۹
- [بنیاد سینمای هنری، شامل فنون پیشرفته مدیریت پروژه‌های تلویزیونی و سینمایی و هنر و سینما، ۱۳۷۲
- کنسرواتوار تئاتر آمریکا، دوره‌های مختلف پیشرفته کار با بازیگر، بازیگری خلاق، ۱۳۷۱

## بنیانگذار
- کانون گفتگو (شهر برکلی – آمریکا ۱۳۷۵–۱۳۷۹)
- کانون فیلم ایرانیان آمریکا (۱۹۹۰ – ۱۹۹۸) Iranian-American Film Forum